# Rinorea ilicifolia
Rinorea ilicifolia är en violväxtart. Rinorea ilicifolia ingår i släktet Rinorea och familjen violväxter.

## Underarter
Arten delas in i följande underarter:
- R. i. ilicifolia
- R. i. spinosa
- R. i. amplexicaulis